# Neoculicoides taylori
Neoculicoides taylori är en tvåvingeart som beskrevs av Boorman och Lane 1979. Neoculicoides taylori ingår i släktet Neoculicoides och familjen svidknott.
Artens utbredningsområde är Nigeria. Inga underarter finns listade i Catalogue of Life.